# Artjom Andrejewitsch Batrak
Artjom Andrejewitsch Batrak (russisch Артём Андреевич Батрак; * 9. März 1993 in Moskau) ist ein ehemaliger russischer Eishockeyspieler, der zuletzt beim HK Spartak Moskau in der Kontinentalen Hockey-Liga unter Vertrag stand und für den MHK Spartak in der Molodjoschnaja Chokkeinaja Liga spielte.

## Karriere
Artjom Batrak begann seine Karriere als Eishockeyspieler in der Nachwuchsabteilung des HK Spartak Moskau. Dieser wählte ihn im KHL Junior Draft 2010 in der fünften Runde als insgesamt 102. Spieler aus, damit seine Transferrechte nicht von anderen KHL-Mannschaften erworben werden konnten. Für die Juniorenmannschaft von Spartak lief er in der Saison 2010/11 in der multinationalen Nachwuchsliga Molodjoschnaja Chokkeinaja Liga auf, in der er in 33 Spielen sechs Tore erzielte und zehn Vorlagen gab. In der Saison 2011/12 gab der Angreifer sein Debüt für die Profimannschaft von Spartak Moskau in der Kontinentalen Hockey-Liga.